# Jagdstaffel 56
Jagdstaffel 56 – Königlich Preußische Jagdstaffel Nr. 56 – Jasta 56 jednostka lotnictwa niemieckiego Luftstreitkräfte z okresu I wojny światowej.

## Informacje ogólne
Jednostka została utworzona w Geschwader School w Paderborn w końcu października 1917 roku, jednak oficjalnie została utworzona 1 stycznia roku następnego. Pierwszym dowódcą jednostki był podporucznik Franz Schleiff z Jagdstaffel 41. Jednostka uzyskała zdolność operacyjną 14 stycznia i wyposażona w samoloty Albatros D.V została skierowana na front pod dowództwo 2 Armii i przydzielona do Jagdgruppe 10. W jej skład wchodziły wówczas Jagdstaffel 3, Jagdstaffel 17, Jagdstaffel 54. W okresie do 26 marca stacjonowała na lotnisku polowym w Neuvilly. Następnie została przeniesiona w obszar operacji 4 Armii, przy której pozostała do końca wojny. Od maja 1918 umieszczono ją na lotnisku w Rumbeke East i dołączono tym razem do Jagdgruppe 6, gdzie została przezbrojona w Fokkery D.VII.
Jasta 56 w całym okresie wojny odniosła ponad 63 zwycięstw nad samolotami nieprzyjaciela. W okresie od stycznia 1918 do listopada 1918 roku jej straty wynosiły 7 zabitych w walce, 4 rannych, 2 rannych w wypadku lotniczym i jeden pilot w niewoli.
W Eskadrze służyło 4 asów myśliwskich:
Franz Piechulek (11), Franz Schleiff (9), Ludwig Beckmann (8), Dieter Collin (7)

## Dowódcy Eskadry
| Stopień   | Nazwisko        | Okres                   |
| --------- | --------------- | ----------------------- |
| Porucznik | Franz Schleiff  | 09.01.1918 – 27.04.1918 |
| Porucznik | Dieter Collin   | 27.04.1918 – 13.08.1918 |
| Porucznik | Ludwig Beckmann | 13.08.1918 – 11.11.1918 |